# Patrimoine agricole du Québec
Le Patrimoine agricole du Québec fait référence aux acquis issus de l'agriculture traditionnelle au Québec.

## Cadre législatif
La loi R-0.01 - Loi sur les races animales du patrimoine agricole du Québec vise à reconnaitre les espèces animales issues des traditions québécoises et appartennant au patrimoine agricole québécois.

### Races patrimoniales du Québec
- La Poule Chantecler
- Le Cheval Canadien
- La Vache Canadienne

« En 1999, en adoptant la Loi sur les races animales du patrimoine agricole du Québec, l’Assemblée nationale du Québec déclarait officiellement que le cheval canadien, la vache canadienne et la poule Chantecler sont associés à l’histoire et aux traditions agricoles du Québec, font partie du patrimoine agricole du Québec et peuvent être désignés sous le titre de « races patrimoniale du Québec » », mais ce n'est pas encore le cas pour des espèces végétales.